# Tobias Nilsson
Tobias Nilsson, född 20 februari 1986, är en svensk före detta fotbollsspelare.

## Klubbkarriär
Nilssons moderklubb är Onslunda IF. Han lämnade Onslunda i augusti 2002 för Malmö FF, där han var fram till 2006. Han var under 2006 utlånad till Lunds BK. Han spelade mellan 2007 och 2011 för Falkenbergs FF. Den 22 december 2011 skrev Nilsson på för Åtvidabergs FF. Han skrev på ett treårskontrakt med Örebro SK den 4 januari 2013. Den 3 mars 2014 meddelade Örebro att man lånade ut Nilsson till Husqvarna FF över säsongen 2014. I januari 2015 värvades han av Jönköpings Södra IF, på ett tvåårskontrakt med option på ytterligare ett år.
I januari 2017 värvades Nilsson av division 3-klubben Nora BK, där han skrev på ett 1+1-årskontrakt. Inför säsongen 2018 skrev han på för Örebro Syrianska. Efter säsongen 2020 meddelade han att han skulle avsluta sin fotbollskarriär.

## Landslag
Tobias Nilsson har spelat 5 juniorlandskamper för Sveriges U19-landslag.